# Кифер, Адольф
Адо́льф Гу́став Ки́фер (англ. Adolph Gustav Kiefer; 27 июня 1918, Чикаго — 5 мая 2017, Уодсворт) — американский пловец, специалист по плаванию на спине. Выступал за сборную США во второй половине 1930-х — первой половине 1940-х годов, чемпион летних Олимпийских игр в Берлине, рекордсмен мира в различных дисциплинах, победитель первенств национального значения. Также известен как инструктор по плаванию, предприниматель и общественный деятель. Член Зала славы мирового плавания.

## Биография
Адольф Кифер родился 27 июня 1918 года в Чикаго, штат Иллинойс, в семье немецких мигрантов.
Первого серьёзного успеха как спортсмен добился в 1935 году в возрасте шестнадцати лет, когда на чемпионате среди школьников Иллинойса в плавании на спине установил мировой рекорд, первым из мужчин преодолел дистанцию в 100 ярдов менее чем за минуту (показал результат 59,8 секунды). Год спустя улучшил свой рекорд с временем 58,5 секунды и благодаря череде удачных выступлений удостоился права защищать честь страны на летних Олимпийских играх 1936 года в Берлине — в плавании на спине на 100 метров одолел всех своих соперников и завоевал тем самым золотую олимпийскую медаль, причём во всех заплывах обновлял олимпийский рекорд в данной дисциплине, в частности показанное им в финале время 1:05,9 оставалось лучшим более 20 лет и было превзойдено лишь на Олимпиаде 1956 года австралийцем Дэвидом Тейли.
Получив мировую известность, Кифер много путешествовал, принимая участие в крупнейших соревнованиях в Европе, Китае, Японии и Южной Америке, где побеждал многих сильнейших пловцов своего времени. По окончании старшей школы поступил в Техасский университет в Остине, позже обучался в Колумбийском колледже Колумбийского университета. Выиграв около 2000 заплывов, долгое время не знал поражений — лишь на национальном чемпионате США 1943 года впервые был побеждён Гарри Холидеем. Впоследствии Холидей побил его мировые рекорды в плавании на 100, 150 и 200 ярдов, после чего Кифер завершил спортивную карьеру и пошёл служить в Военно-морские силы.
В армии обучал поступавших солдат плаванию, разработав собственную тренировочную программу Victory Backstroke. К концу Второй мировой войны находился в звании лейтенанта флота.
Вернувшись домой, в 1947 году занялся бизнесом, основав в Чикаго компанию Adolph Kiefer & Associates. Компания осуществляла производство и продажу различного плавательного инвентаря, в том числе нейлоновых плавательных костюмов, участвовала в развитии плавательной инфраструктуры в городе.
В 1965 году за свои спортивные достижения Адольф Кифер был введён в Зал славы мирового плавания.
Активно сотрудничал с Федерацией плавания США, часто присутствовал на соревнованиях в качестве почётного гостя, награждал медалями победивших спортсменов. В федерации его называли «отцом американского плавания».
Умер 5 мая 2017 года в Уодсворте, округ Лейк, в возрасте 98 лет.